# 迈曾角

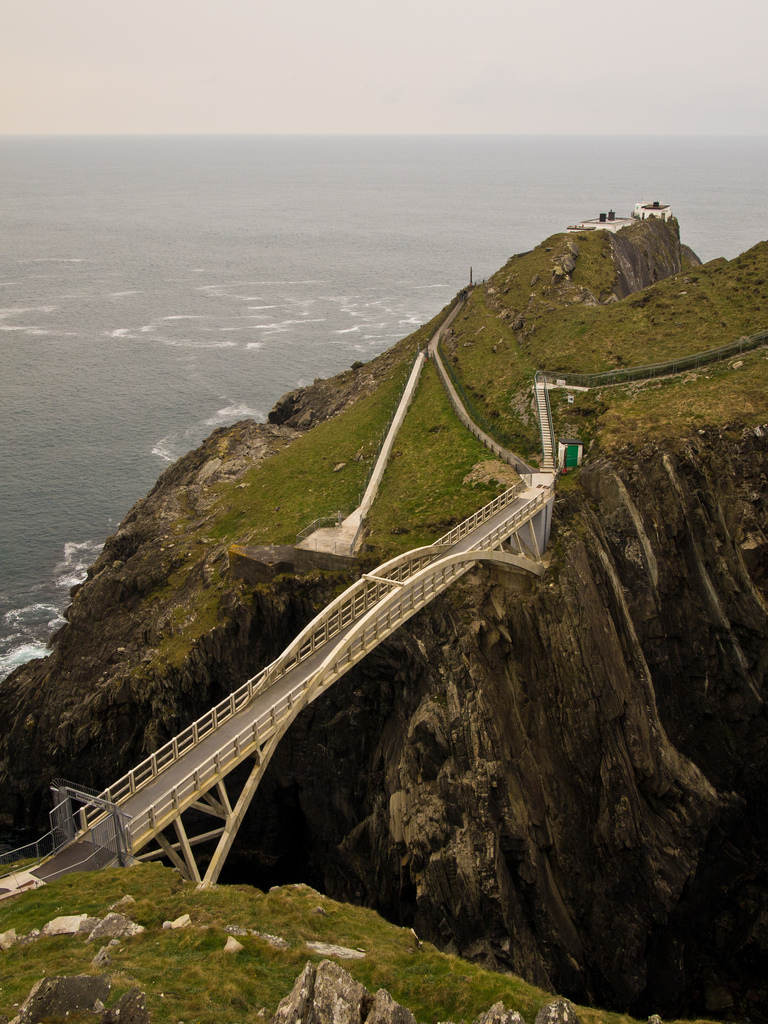

迈曾角（英語：Mizen Head）愛爾蘭科克郡，傳統上被認為是愛爾蘭的最南端，但事實上布劳角比迈曾角更南。這名稱源自愛爾蘭語Carn Uí Néid。

## 地理
迈曾角是愛爾蘭的端點，是一個旅遊景點，以其懸崖景觀而聞名。迈曾角是位於一個半島上，該半島只有少量陸地與大陸相連，幾乎可成為一個島嶼。島上有一條行人橋，一個訊號臺，一個象氣站和燈塔。訊號臺現已改建為一座博物館，介紹當地相關的歷史和對航海運輸的戰略重要性。